# Lotario

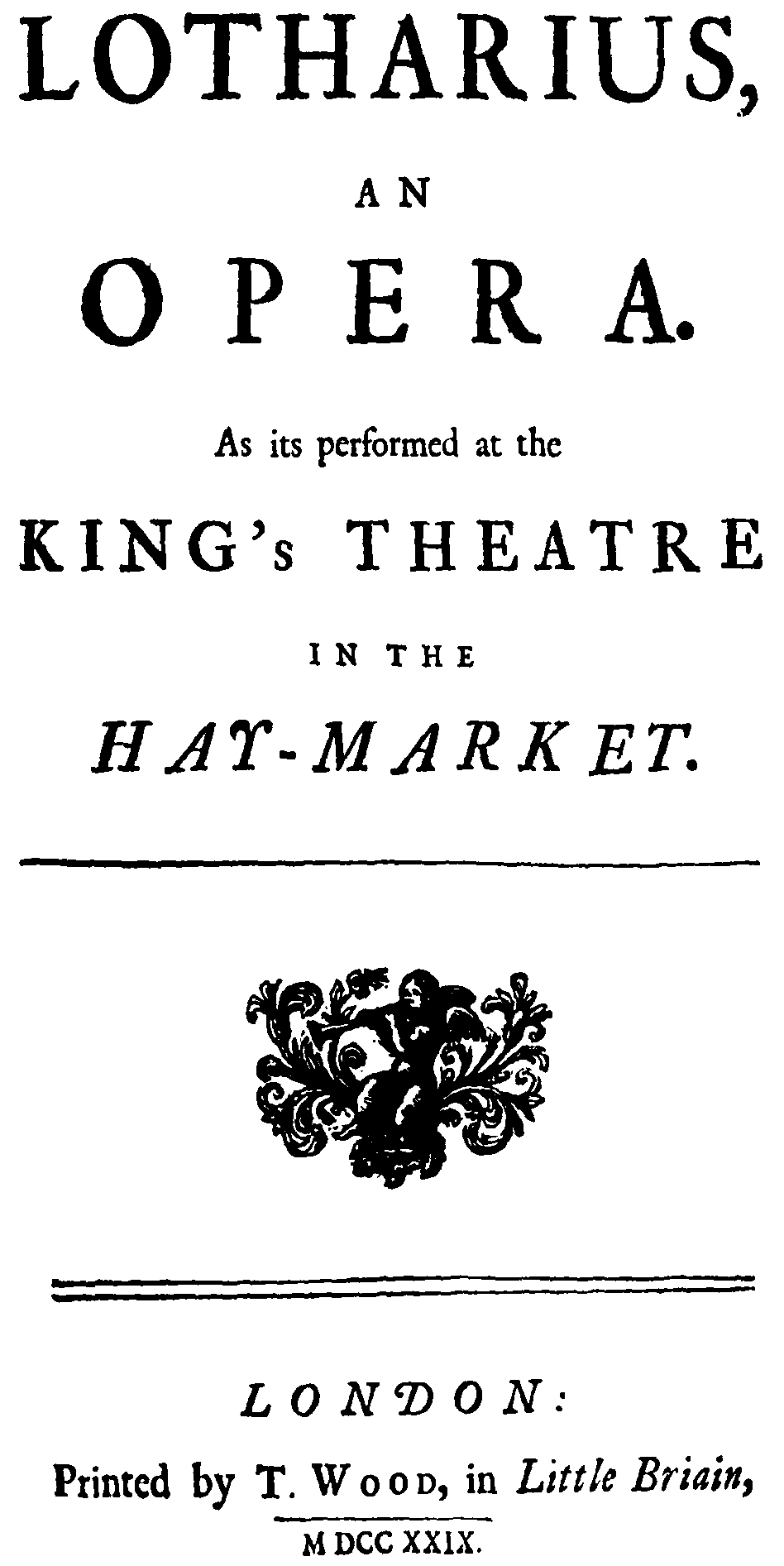
Georg Friedrich Haendel - Lotario : page de titre du livret - Londres, 1729.

Lotario (HWV 26) est un opera seria en trois actes composé par Georg Friedrich Haendel, sur un livret d'un certain Rossi (peut-être Giacomo Rossi ?), adapté de l' Adelaide d'Antonio Salvi.
Lotario est le premier opéra composé par Haendel après la débâcle de la Royal Academy of Music, alors qu'il reprend les rênes d'une nouvelle organisation en collaboration avec John James Heidegger. Il est créé le 2 décembre 1729 au King's Theatre à Londres. Haendel réutilisera par la suite certains passages dans des opéras postérieurs.

## Rôles
| Rôle       | Tessiture | Première distribution, 2 décembre 1729 |
| ---------- | --------- | -------------------------------------- |
| Lotario    | castrat   | Antonio Bernacchi                      |
| Adelaide   | soprano   | Anna Maria Strada del Pò               |
| Berengario | ténor     | Annibale Pio Fabbri                    |
| Matilda    | alto      | Antonia Merighi                        |
| Idelberto  | alto      | Francesca Bertolli                     |
| Clodomiro  | basse     | Johann Gottfried Riemschneider         |

## Argument
L'action se situe dans l'Italie du nord au Xe siècle, et s'inspire très librement de faits historiques réels dont les principaux protagonistes étaient alors Bérenger II devenu roi après l'assassinat de son prédécesseur Lothaire II, Adélaïde de Bourgogne, la veuve de ce dernier et l'empereur Othon Ier. 
Le rôle-titre (Lotario) est celui de l'empereur germanique dans le livret, par un tour de passe-passe dont ne se privent pas les librettistes du XVIIIe siècle, puisqu'on y remplace le nom d'Othon par celui de Lothaire (dans l'histoire réelle, nom du défunt roi, époux d'Adélaïde) du fait qu'Ottone est le titre d'un précédent opéra de Haendel mettant d'ailleurs en scène quelques-uns des mêmes protagonistes.

## Discographie
- Lotario - Simone Kermes, Sara Mingardo, Steve Davislim, Hilary Summers, Sonia Prina, Vito Priante - Il Complesso Barocco dir. Alan Curtis - 2 CD Sony Music (2011)